# نجيب حبيب ليان
نجيب حبيب لِيَان (1898 - 1972) صحفي وشاعر لبناني. ولد في زحلة. دخل الصحافة مبكرًا وتنقل بين عدة صحف ووظائف إعلامية وإدارية. كان محرّرًا لجريدة الأحوال 1917، و«التقدم» الحلبيّة 1918. ثم أصدر في بيروت صدى الأحوال 1923، ثم «الاستقلال» 1925، ثم عاد إلى الأحوال. رأس تحرير «الاتحاد اللبناني» بين 1934-1936. انتدب لإدارة المطبوعات ومراقبتها سنة 1943، وعيّن مديرًا عامًا للأنباء بالوكالة سنة 1963. توفي في مسقط رأسه. له دیوان شعر وعدة مؤلفات مخطوطة ومطبوعة. أصدر من تأليفه ديوان «ابن العرائش» و «ملحمة الفوهرر» وله مسرحية شعرية بعنوان «رواية الشهيد حالت بك»، إحدى وقائع الترعة السويس في الحرب العالمية الأولى.

## سيرته
ولد نجيب حبيب ليان في مدينة زحلة بمتصرفية جبل لبنان سنة 1898 ونشأ بها. تعلم في مدرسة الآباء اليسوعيين فيها سنة 1908، ثم انتقل إلى الشرقية وأكمل فيها تعلميه وتتلمذ على عدد من الأدباء، منهم: عيسى اسكندر المعلوف، ورشيد سليم الخوري، فتخرج فيها سنة 1914.

دخل الصحافة مبكرًا منذ 1917 وحرر جريدة «التقدم» الحلبية من 1917 حتى 1920، وتولى تحرير جريدة «الأحوال» في بيروت سنة 1923. ثم أصدر جريدة «صدى الأحوال» في 1923، وأنشأ «الاستقلال» سنة 1925. وبعده عاد إلى تحرير جريدة «الأحوال» من 1926 حتى 1931. رأس تحرير جريدة «الاتحاد» اللبناني في 1933، وحرر جريدة «رقيب الأحوال» حتى 1941، وحرر جريدة «لسان الحال» سنة 1943.

تولى أمانة سر نقابة الصحفيين سنة 1932. انضم إلى فريق الأدباء في دائرة الصحافة والإذاعة التابعة للمفوضية الحلفاء. ثم
كلفه أيوب ثابت لإدارة قلم المطبوعات سنة 1943، وعين مفتش إداري في 1944، وبعدها رئيسًا لقلم المراقبة في وزارة الداخلية، ورئيسًا لدائرتي الدعاية والنشر 1946.

وفي 1953 كلف بمعاونة المدير العام لوزارة الأنباء في الإشراف على دوائرها وأقسامها، وألحق بوزارة الخارجية والمغتربين. عين عضًوا في الهيئة المركزية ولجنة الدعاية والسياحة ولجنة تنظيم وإعداد مؤتمر المغتربين سنة 1960. حتى تعاقد سنة 1961. وبعد وزارة الخارجية والمغتربين للتعاون وتولى أمانة السر العام «جامعة اللبنانيين في العالم» سنة 1964.

لُقّب بـ«كاتب الرؤساء في لبنان» لأنه عرف من رؤساء الدولة والجمهوية المتعاقبين ستة: ثلاثة في عهد الانتداب وثلاثة في عهد الاستقلال». وكان صديقًا لبشارة الخوري. مثّل الصحافة اللبنانية مع وفد بلاده لزيارة معرض بغداد الزراعي والصناعي، وانتدبته الحكومة اللبنانية إلى العراق للدعاية للمصايف اللبنانية. ثم ترأس الوفد اللبناني إلى المهرجان السينمائي الآسيوي الأفريقي بالقاهرة (FFAA) سنة 1964.

توفي نجيب ليان سنة 1972 أو يقال 1983 في مسقط رأسه.

## جوائزه وتكريمه
- 1943: فازت قصيدته «نهضة الشباب» بجائزة محطة الإذاعة البريطانية.[8]
- 1943: كرمته الحكومة اللبنانية بوسام الاستحقاق اللبناني المذهب.[8]
- 1954: وسام من رتبة قومند من حكومات البرازيل والأرجنتين والأوروغواي.[8]
- 1958: وسام الأرز من رتبة ضابط، ووسام الأرز الوطني من رتبة قومندر.[8]

## شعره
جاء في معجم البابطين عنه «شاعر تقليدي، نظم فيما تداوله شعراء عصره من أغراض تتحرك بين المناسبات والوصف والتأمل والتعبير عن الهموم الذاتية، ملتزمًا عروض الخليل والقافية الموحدة والحرص على المحسنات البديعية، اتسمت لغته بالسهولة، وأسلوبه بالجزالة، مع الميل لاستخدام الأساليب الخبرية.».

## مؤلفاته الاكثر شهراً
- «نغمة الشباب»
- «ابن العرائش»
- «ملحمة هتلر: الفوهرر»، 1967

من رواياته:
- «الأميرة هند»
- «جان دارك»
- «البطل الصريع»
- «فتاة البلجيك»

من ترجماته:
- الكوميديا الإلهية
- «فرخ النسر»  إدموند روستان

وله أيضًا:
- «رواية الشهيد حالت بك»،  مسرحية، وهي إحدى وقائع الترعة في الحرب العالمية الاولى و مثلت في دمشق عام 1916.
- «نفحة الأرز بين دجلة والفرات» أو «نفحة الأردن بين دجلة و الفرات »، 1932
- «مصايف لبنان»
- «قطع من الجنان»
- «الاستقلال»